# Crna Reka (Trgovište)
Pour les articles homonymes, voir Cerna et Crna Reka.
Crna Reka (en serbe cyrillique : Црна Река) est un village de Serbie situé dans la municipalité de Trgovište, district de Pčinja. Au recensement de 2011, il comptait 36 habitants.

## Démographie
| 1948 | 1953 | 1961 | 1971 | 1981 | 1991 | 2002 | 2011 |
| ---- | ---- | ---- | ---- | ---- | ---- | ---- | ---- |
| 410  | 437  | 334  | 286  | 211  | 94   | 41   | 36   |

|  |